# Abov

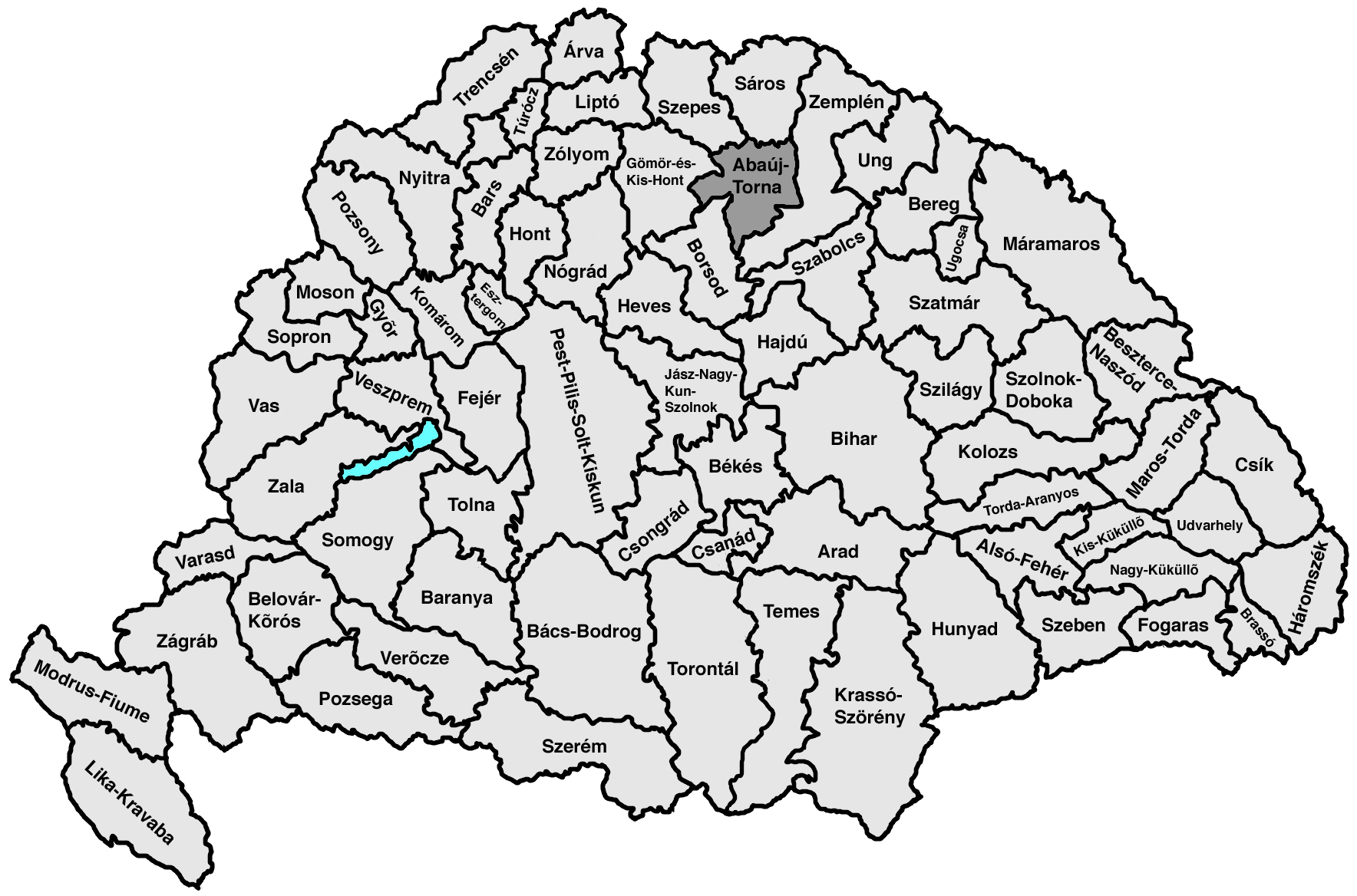
Poloha Abovsko-turnianské župy v Uhersku

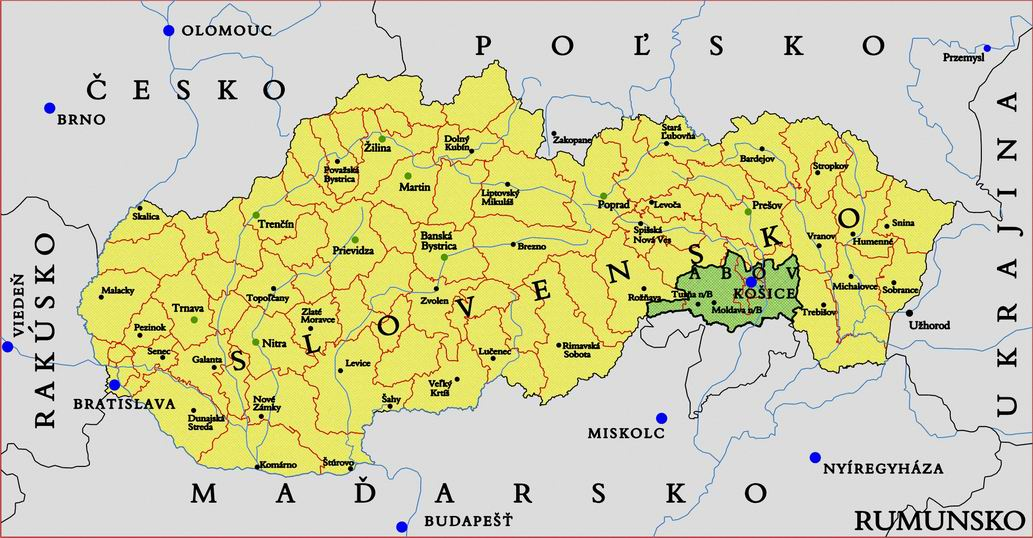
Abov v hranicích dnešního Slovenska

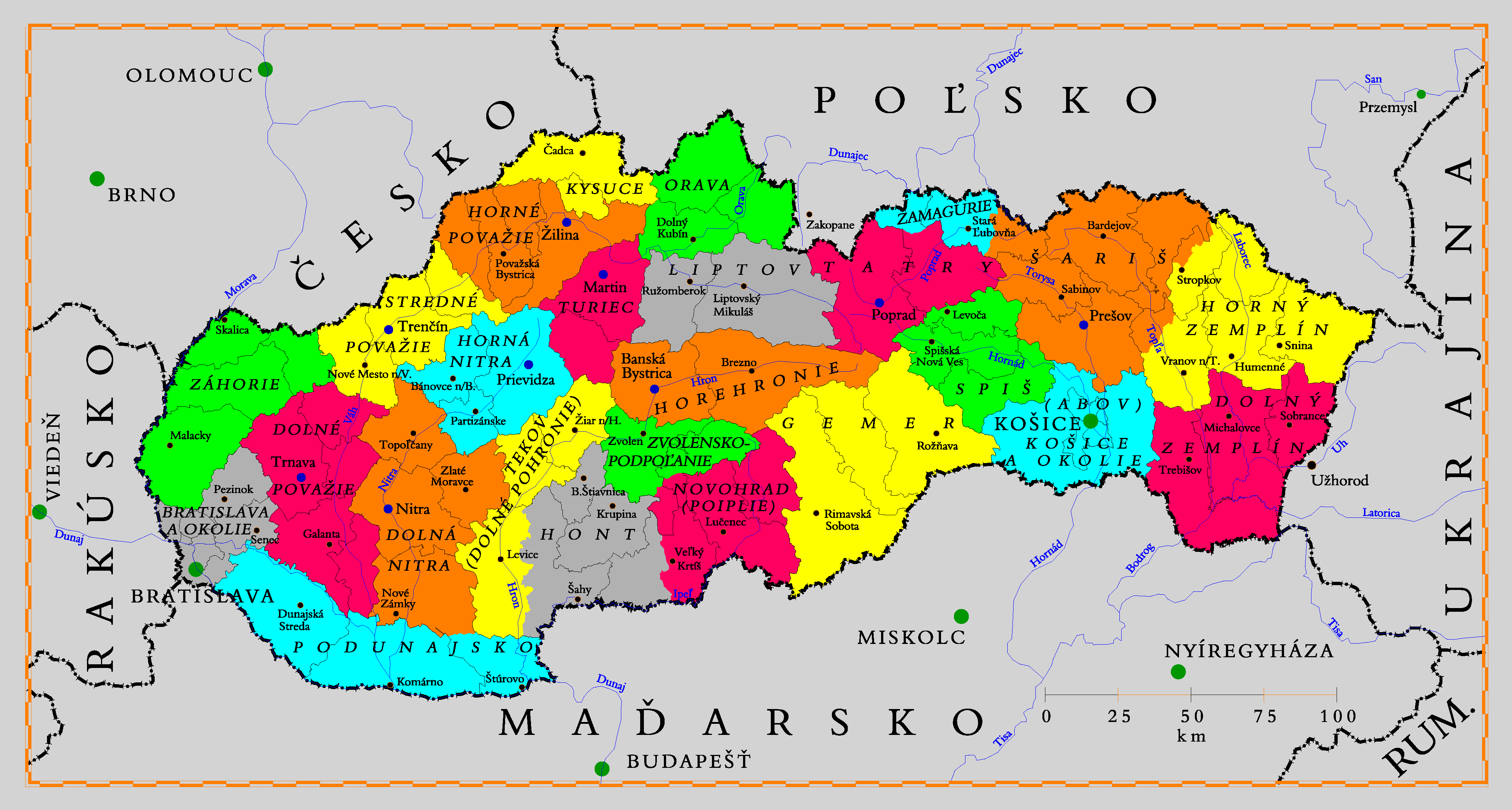
Příklad neoficiálních tradičních regionů Slovenska

Abov (maďarsky Abaúj) je historické území a bývalá župa v okolí Košic, které je dnes rozděleno mezi Slovensko a Maďarsko. Zaujímá povodí středního Hornádu a Bodvy, východ Slovenského rudohoří a jih Slanských vrchů.
V současnosti je to neformální region, přibližně mu odpovídá Košický region (cestovního ruchu).
Vzniklo v druhé polovině 13. století rozpadem Abanovohradu. V roce 1621 Gabriel Betlen připojil Abov k Sedmihradsku. V letech 1786—1790 a 1848—1859 byla spojená s Turňanskou župou, od roku 1881 natrvalo s názvem Abovsko-turňanská župa. V roce 1918 severní část Abovsko-turnianské župy připadla Československu, jižní Maďarsku. V letech 1939–1944 celý Abov náležel Maďarskému království. V současnosti je území součástí Košického kraje a župy Borsod-Abaúj-Zemplén (Boršodsko-abovsko-zemplínská župa).
Župa zprvu neměla stálé sídlo. Od 16. století se ustálilo v Gönci; v polovině 17. století se centrem stolice staly Košice, kde byl v letech 1779—1780 vybudován reprezentativní Župný dom.
V rámci Uherska župa sousedila s župami Spiš, Šariš, Zemplín, Boršod a Gemer.